# 大村絵美
大村 絵美（おおむら えみ、1977年4月29日 - ）は、東京と神奈川で活動しているフリーアナウンサー。

## 人物
- プロフィール[1]
  - オフィスキイワード所属（2010年4月～）
  - 東京都世田谷区出身
  - 血液型：A型
  - 身長：163cm
  - 多摩美術大学美術学部芸術学科卒[2]
  - 頌栄女子学院中学校・高等学校卒[2]
  - 東京学芸大学附属世田谷小学校卒
- 資格[1]
  - 普通自動車免許
  - 鹿児島検定かごしまマスター取得
  - スキューバダイビングアドバンスライセンス　
  - マネーマネージメントコーチ・マネーマネジメント検定1級
  - ファイナンシャル・プランナー3級
  - 色彩検定1級
  - 秘書技能検定試験2級
  - 温泉ソムリエ
- 趣味：美術館巡り、神社・仏閣巡り、ドライブ、散歩、ダイビング、料理、温泉、パーソナルカラー診断 [1]
- 家族：父、母（日本語講師）、妹、夫（公認会計士）[1]
- 紫、オレンジ、サーモンピンクを好んで着ている[1]

### これまでの経歴
- 2000年10月～2003年11月･･･スカイパーフェクTV!で放映されていたウェザーニューズチャンネルのお天気おねえさん
  - 同時期に並行してTBSアナウンススクールを受講していたとみられる。
- 2004年4月～2007年3月･･･南日本放送（MBC）契約アナウンサー
- 2007年4月～2009年3月･･･TBSニュースバードキャスター
  - ニュースバード出演時までは株式会社 クリエイティブ・メディア・エージェンシー（現 キャストプラス）所属。2010年2月末をもって退社した。

## エピソード
- 学生時代に某企業ブースでイベントコンパニオンをしていた。1999年モーターショウ（旭硝子ブース）
- 南日本放送アナウンサーの美坂理恵とは、TBSアナウンススクール時代から顔見知りだったとみられる。
- 鹿児島テレビの新井雅則気象予報士とは、株式会社ウェザーニューズ時代に顔見知りで、偶然にも鹿児島で同時期に勤務していたこともあった。
- 2008年に公認会計士の一般男性と結婚後、祖父母の実家横浜、出身地の世田谷を中心に活動している。

## 出演番組

### 現在
- イッツ・コミュニケーションズ 地モトTV おかえり! 人・街 つながる沿線情報番組（2010年4月～、水曜担当キャスター）
- FM Yokohama ソレイユの丘・京急百貨店 プレゼンツ 神奈川お出かけグルメレポート（ Tresen+ ）（金曜担当レポーター）
- 認知行動療法（放送大学、聞き手、2020年 - ）

### 南日本放送在籍時
MBCラジオ
- 大村絵美のエミーズチェアー（2004年～2007年3月）
- 三越ミュージックブレーク（2006年4月～2007年1月）
- ラジ通（2006年10月～2007年3月）ナビゲーター
- MBC　50ニュース
- むっちゃんのきょうも元気にChi・Ka・Raこぶ（2005年4月～2006年3月の間はレギュラー出演、2006年9月にはピンチヒッターを務める）
- 週刊こどもアナウンサー　
MBC学園アナウンス教室を受講中の小中学生たちのうち毎回一名を選びコンビで放送、自身は先生役に扮して身の上話や季節の話題を聞いていた。
- MBCラジオ2006年11月期スペシャルのキャンペーンガール
ナレーションアナウンスや特番MCも、他の女性アナウンサーよりも数多くこなす。ラジオCM（南国ハウス、MBCトラベル、JA鹿児島県経済連、本格焼酎宝山など）や各種キャンペーンアナウンスなど多数。文具のしんぷくのラジオCMは、退社後もしばらくの間は大村バージョンでOAされていた。

MBCテレビ
- ズバッと!鹿児島（2006年）･･･出演時期は土曜の朝と不利な時間帯であったが安定した視聴率を確保、番組が2007年4月より午前中のウィークリーワイド拡大するのに大いに貢献。
- 生deココ（2006年12月～2007年3月）･･･番組立ち上げ時のメンバー
- mixx･･･新人時代にターゲットにされる。
- ウォッチ!かごしま（2004年～2005年）･･･新人時代、メインMC野口たくおと共演。
- MBCニュース
- MBCニューズナウ･･･数回ピンチヒッター
- MBC天気予報･･･「本格焼酎宝山」バージョンの動く天気予報で、数回画面に出てきた。

### 南日本放送退社後
- TBSニュースバードキャスター
2008年6月16日より2009年3月まで東京証券取引所リポートを担当。

- うねうねWEEKEND（MBCラジオ、2007年8月4日）…神奈川県内の量販店からの生中継レポーター（11時台と15時台の2回）。
MBC退社から約4か月ぶりに登場。同局においてタレント契約以外で退社後に出演する元アナウンサーは大変珍しい。